# Sipyloidea rentzi
Sipyloidea rentzi is een insect uit de orde Phasmatodea en de familie Diapheromeridae. De wetenschappelijke naam van deze soort is voor het eerst geldig gepubliceerd in 2007 door Brock & Hasenpusch.